# Vincenzo Dandolo
Vincenzo Dandolo (Venezia, 22 o 26 ottobre 1758 – Varese, 12 dicembre 1819) è stato uno scienziato, politico e agronomo italiano.

## Biografia
Era figlio di Abram Uxiel, un ebreo che aveva assunto il nome di Marc'Antonio Dandolo dopo la conversione, e Laura Steffani. Dal padre, che era chimico di professione, trasse l'interesse per la scienza applicata e in particolare per la chimica moderna.
Nel 1791 curò l'edizione italiana del Trattato elementare di chimica di Antoine-Laurent de Lavoisier.
Dopo la caduta della Serenissima, prese parte attiva alla nuova Municipalità filo-francese ma qualche tempo più tardi il trattato di Campoformio cedeva Venezia all'Arciducato d'Austria. Esulò quindi a Milano, capitale della Repubblica Cisalpina di cui fu nominato deputato, e quindi a Varese dove, grazie al suo ingente capitale, divenne proprietario di una vasta tenuta presso la quale realizzò villa "l'Annunciata", in seguito luogo di ritrovo per scienziati e politici. Commissionò al noto architetto Leopold Pollack Villa Dandolo, la propria residenza privata a Biumo.
In seno alla Repubblica Cisalpina ricoprì varie cariche fra cui quella di membro del gran consiglio, ma nel 1799 fuggì a Genova e poi a Parigi temendo i conservatori reazionari. Dopo la battaglia di Marengo rientrò a Milano.
Nel 1804 pubblicò Governo delle pecore spagnole ed italiane, la sua prima opera agraria.
Nel 1806 fu nominato da Napoleone Bonaparte provveditore della Dalmazia e mantenne la carica sino al 1809. Introdusse la coltivazione della patata e aprì scuole ed accademie.
Fondò inoltre Il Regio dalmata, giornale scritto in italiano e croato a carattere prettamente economico. Dopo la battaglia di Waterloo acquistò un terreno a Varese e si dedicò alla coltivazione dei campi.
Suo figlio fu lo scrittore Tullio Dandolo e i suoi nipoti i patrioti Emilio ed Enrico Dandolo.

## Opere
- Fondamenti della scienza chimico-fisica, vol. 5, Venezia, Tipografia di Antonio Curti, 1798.
- Dell'arte di governare i bachi da seta, Milano, Stamperia Sonzogno, 1818.